# 다케다역 (교토부)
다케다역(일본어: 竹田駅, たけだえき)은 일본 교토부 교토시 후시미구 다케다오케노이초에 있는 교토 시영 지하철과 긴키 일본 철도(긴테쓰)역이다. 교토 시영 지하철을 운영하는 교토 시 교통국 관할 역(교토 시 교통국과 긴테쓰의 공동 사용 역)이다.
긴테쓰는 특급을 제외한 모든 열차가 정차하며 1988년에 지하철 가라스마 선이 본 역으로 연장할 때까지는 보통 열차 밖에 정차하지 않았다.

## 이용 가능한 철도 노선
- 교토 시영 지하철
  - 가라스마 선(역 번호:K15)
- 긴키 닛폰 철도
  - 교토 선

## 역사
- 1928년 11월 15일: 나라 전기철도 교토 ~ 모모야마고료마에간 개통시 조난구마에역으로 개업. 현재의 타케다 역보다 약 350m 남쪽에 있었다.
- 1940년 4월 1일: 다케다역으로 개칭.
- 1963년 10월 1일: 나라 전기철도가 긴키 닛폰 철도에 합병.
- 1987년 7월: 구 역사보다 약 350m 북쪽의 현재 위치로 이전.
- 1988년
  - 6월 11일: 교토 시영 지하철 가라스마 선(교토 ~ 다케다 사이)의 연장 개업에 따라 교토 시영 지하철의 관할역이 되고, 긴테쓰 교토 선의 급행과 준급행 정차.
  - 8월 28일: 긴테쓰 교토 선과 교토 시영 지하철 가라스마 선간 당역을 매개로 보통 열차에 의한 상호 직결 운행 개시.
- 1998년 3월 17일: 다이아 개정으로 신설된 긴테쓰 교토 선의 쾌속 급행 정차.
- 2000년 3월 15일: 가라스마 선 고쿠사이카이간 ~ 긴테쓰 나라 간을 직통하는 급행 운행 개시.
- 2003년 3월 6일: 다이아 개정에 의해 긴테쓰 교토 선의 쾌속 급행 폐지.
- 2007년 4월 1일: PiTaPa 공용 개시.

## 역 구조
역사는 북쪽과 남쪽의 2곳에 있는 교상역사이다.
승강장은 2면 4선의 섬식 승강장이 방향별로 사용되고 있으며 안쪽이 지하철 노선을 바깥은 긴테쓰 선이 포섭하는 선형이다. 2,3번 선은 지하철 가라스마 선 및 해당 노선과 상호 직통 운행하는 열차, 1,4번 선은 긴테쓰 교토 역 발착의 열차가 사용한다. 동일 방향이면 지하철과 긴테쓰는 동일한 승강장에서 갈아탈 수 있으므로 편리성이 높다. 다만 긴테쓰 특급은 당역을 통과하므로 교토 역 또는 긴테쓰 탄바바시 역에서 갈아탈 필요가 있다.
2,3번 선의 남쪽에는 긴테쓰의 선로에 끼는 형태로 2편성분의 유치선이 있다. 2번 선에 도착한 지하철 가라스마 선의 다케다 종착 차량은 일단 유치선에 들어간 후 회차해서 3번 선에 입선하여 국제 회관행이 된다. 또한 역의 북서쪽의 지하철 다케다 차량기지 입출고를 위해 2,3번 선의 북측 방향으로 본선에서 갈라진다. 건늠선이 설치되어 있다.

### 승강장
역 번호는 동쪽을 기준으로 1 ~ 4번이 부여되어 있다.
지하철의 선내 회송 열차는 2번 선에서 하차 취급 후에 후시미에 있는 유치선으로 입선, 교차하여 3번 선에서 승차 취급한다. 다만, 역 도착 후에 다케다 차량기지에 직접 입고되는 차량(반대도 마찬가지)은 기본적으로는 이 유치선을 사용하지 않는다.
각 역과 방향은 다음과 같다.
| 1 | B 교토 선(하행) | 긴테쓰 탄바바시・신타나베・야마토사이다이지・긴테쓰 나라 방면           |
| 2 | B 교토 선(하행) | 긴테쓰 탄바바시・기타오지・신타나베・야마토사이다이지・긴테쓰 나라 방면 |
| 3 | ○ 가라스마 선   | 지하철 교토・시조・고쿠사이카이간 방면                                  |
| 4 | B 교토 선(상행) | 도지・긴테쓰 교토 방면                                                  |

### 승객 설비
이 역은 공동사용 역이지만 교토 시 교통국 관할 역이 되면서 승객용 설비는 대체로 다른 지하철 역(가라스마 선의 각 역)과 공통 사양으로 되어 있다.
승차 카드는 '스룻토 KANSAI' 대응 카드 및 'PiTaPa'에 대해서는 양 운영기관 이용이 가능하며 당역에서도 자동 개찰기로의 이용이 가능하다. 덧붙여 과거 긴테쓰에서 공용된 'J스루 카드'에 대해서는 자동 개찰기에 직접 통하지 못하고 승차 시는 자동 매표기에서 승차권을 구입해야 하고 하차시에는 자동 정산기로 출전증으로 발급받아 통과해야 한다.
안내 표시도 대체로 다른 지하철 역(가라스마 선의 각 역)과 공통 사양이지만, 역명판은 기본적으로는 지하철 사양으로 되어 있으나 긴테쓰 선 승강장(1,4번 선)측은 긴테쓰의 역명판에 준한 디자인으로 하고 있는 것 외에 열차 안내 표시기(솔라리)와 긴테쓰의 열차에 관한 자동 방송은 긴테쓰 사양의 것으로 사용하여 두 운영기관의 사양이 혼재하고 있다. 덧붙여 2번 선에서 지하철 → 긴테쓰의 직통 열차 발차시에 자동 방송은 지하철 사양이나 발차 멜로디는 긴테쓰 사양의 것이 사용되고 있다.
노선이 병행하는 당 역에서 지하철 가라스마 선과 긴테쓰 교토 선 교토 역까지의 요금은 노선마다 다르며 2012년 1월 시점에서는 긴테쓰 교토 역 방면이 싸다. 또한 당 역 이남에서 교토 역까지 갈 경우에도 양사의 운임 부정합이 발생하였으며 긴테쓰 교토 역까지 승차권으로 지하철 교토 역에서 하차하면 추가 운임이 생기긴다. 덧붙여 지하철 노선 열차의 당 역 발차 전에는 긴테쓰 교토 역까지의 승차권으로 지하철 교토 역까지 승차하면 지하철 운임이 별도로 필요한 취지의 차내 방송에서 주의 환기가 이루어진다.

## 역 주변
명소・고적
- 조난구
  - 겐지 이야기꽃의 정원
- 안라쿠주인

공공 시설·교육 시설
- 교토 부 종합 박람회 회관(펄스 플라자) - 당 역에서 버스로 약 5분.
- 교토 시 청소년 과학 센터
- 교토 시립 다케다 소학교(초등학교)

기타 주요 시설
- 교토 시 교통국 다케다 차량기지 - 역 북서쪽에 소재한다.
- 교세라 본사 - 당 역에서 버스로 약 5분.
- 교토 다케다 우체국